# Mi Plan
Albums de Nelly Furtado
Loose
(2006) The Spirit Indestructible
(2012)
Singles
1. Manos al Aire
2. Más

Mi Plan ("Mon Plan" ou "Mon Projet" en espagnol) est le 4e album studio de la chanteuse Nelly Furtado, sorti le 11 septembre 2009 dans le monde et le 29 septembre 2009 en France. Il est le premier album entièrement en espagnol de la chanteuse.
Trois singles en sont extraits : Manos Al Aire et Más sortis en 2009, ainsi que Bajo Otra Luz sorti en 2010.
Il s'est vendu à un million d'exemplaires dans le monde.

## Liste des titres
1. Manos al Aire
2. Más
3. Mi Plan (feat. Alex Cuba)
4. Sueños (feat. Alejandro Fernández)
5. Bajo Otra Luz (feat. Julieta Venegas & La Mala Rodríguez)
6. Vacación
7. Tiempo Suficiente
8. Fuerte (feat. Concha Buika)
9. Silencio (feat. Josh Groban)
10. Como Lluvia (feat. Juan Luis Guerra)
11. Feliz Cumpleaños
12. Fantasmas (12e piste sur iTunes ; Piste cachée sur CD)

## Les positions et les ventes
| Charts (2009)      | Position Maximum | Certification | Ventes   |
| ------------------ | ---------------- | ------------- | -------- |
| Allemagne          | 5                | Gold          | 100,000+ |
| Italie             | 10               | Gold          | 35,000+  |
| Mexique            | 11               | Gold          | 50,000+  |
| Pologne            | 6                | Gold          | 10,000+  |
| U.S. Billboard 200 | 39               | Platin        | 200,000+ |